# Rami
|  | Per a altres significats, vegeu «Ahmed Rami». |

El rami (Boehmeria nivea) és una espècie vegetal de plantes amb flors de la família de l'ortiga (Urticàcies) que es cultiva per aprofitar-ne la fibra. És originària de l'est d'Àsia. És una planta herbàcia perenne que creix fins a 2,5 m d'alt; les fulles tenen forma de cor de 7–15 cm de llarg i 6–12 cm d'ample, són blanques al revers de les fulles amb una pilositat densa que li donen un aspecte platejat; no són urticants. L'autèntic rami o rami blanc és el conreat a la Xina. N'hi ha un segons tipus conegut com a rami verd o rhea originat a Malàisia que té les fulles més xiques i verdes al revers i que sembla més ben adaptat a les condicions tropicals.

## Conreu
El rami és un dels conreus de fibra més antics del món i s'ha fet servir com a mínim des de fa 6.000 anys. És una fibra basta i el que s'utilitza és l'escorça del floema de les tiges vegetatives. El rami es cull de dos a tres vegades per any, podent arribar, aplicant bones condicions de cultiu, a collir-se 6 vegades l'any. Al contrari que altres fibres bastes el rami requereix processament químic per treure la goma de la fibra.
La collita es fa just abans de l'inici de la florida que és quan té la màxima fibra. Les tiges es cullen sigui tallant-les per sobre les arrels laterals o fent tombar les tiges.
Després de la collita es lleva l'escorça de les tiges amb la planta encara fresca, ja que si no es fes així s'assecarien i costaria de treure. Posteriorment el producte resultant es fa assecar ràpidament per evitar l'atac de bacteris i fongs.
La matèria seca d'una collita anual de rami és de 3,4 a 4,5 t/ha que en fibra passa a ser uns 1.200 kg/ha.

## Usos
El rami s'havia utilitzat en les mòmies de l'antic Egipte. En el període de 5000–3300 aC es conreava a la Xina on es feia servir per als vestits dels camperols.
Brasil cap a 1930 va començar a produir rami arribant al màxim de producció l'any 1971. A partir d'aleshores la producció va decliar per la competència dels conreus emergents com la soia i la producció de fibres sintètiques.
El rami és una de les fibres vegetals més fortes fins i tot quan es mulla. Manté la forma de la roba i en redueix les arrugues respecte a altres fibres a més de donar un aspecte de seda. No és tan duradora com altres fibres i normalment es fa servir en mescla amb altres fibres com el cotó o la llana. És similar al lli en absorbència, densitat i aparença al microscopi. Tanmateix no és tan fàcil de tenyir com el cotó ni té gaire potencial d'allargament.
| Propietats físiques i químiques de la fibra de rami | Propietats físiques i químiques de la fibra de rami | Propietats físiques i químiques de la fibra de rami | Propietats físiques i químiques de la fibra de rami | Propietats físiques i químiques de la fibra de rami | Propietats físiques i químiques de la fibra de rami | Propietats físiques i químiques de la fibra de rami | Propietats físiques i químiques de la fibra de rami |
| Cel·lulosa (%)                                      | Lignina (%)                                         | Hemicel·lulosa (%)                                  | Pectina (%)                                         | Ceres (%)                                           | Angle microfibril·lar (°)                           | Contingut d'humitat (%)                             | Densitat (mg/m³)                                    |
| --------------------------------------------------- | --------------------------------------------------- | --------------------------------------------------- | --------------------------------------------------- | --------------------------------------------------- | --------------------------------------------------- | --------------------------------------------------- | --------------------------------------------------- |
| 68.6 - 76.2                                         | 0.6 - 0.7                                           | 13.1 - 16.7                                         | 1.9                                                 | 0.3                                                 | 7.5                                                 | 8.0                                                 | 1.50                                                |
| Font:                                               |                                                     |                                                     |                                                     |                                                     |                                                     |                                                     |                                                     |

| Propietats mecàniques de les fibres de rami sense tractar | Propietats mecàniques de les fibres de rami sense tractar | Propietats mecàniques de les fibres de rami sense tractar | Propietats mecàniques de les fibres de rami sense tractar |
| Diàmetre de fibra (mm)                                    | Càrrega de fractura (N)                                   | Resistència a la tensió (MPa)                             | Tensió de fractura (%)                                    |
| --------------------------------------------------------- | --------------------------------------------------------- | --------------------------------------------------------- | --------------------------------------------------------- |
| 0,034                                                     | 0,467                                                     | 560                                                       | 0,025                                                     |
| Font:                                                     |                                                           |                                                           |                                                           |